# Desa Kedungwaru (administrativ by i Indonesien, lat -7,00, long 111,22)
Desa Kedungwaru är en administrativ by i Indonesien.   Den ligger i provinsen Jawa Tengah, i den västra delen av landet, 500 km öster om huvudstaden Jakarta.